# Vesterholm (Stenbjergkirke)
Vesterholm (dansk) eller Westerholm (tysk) er en landsby beliggende midtvejs mellem Stenbjergkirke og Sterup i landskabet Angel i Sydslesvig. Administrativt hører Vesterholm under Stenbjergkirke Kommune i Slesvig-Flensborg kreds i den nordtyske delstat Slesvig-Holsten. I kirkelig henseende hører landsbyen under Kværn Sogn. Sognet lå i Ny Herred (Flensborg Amt, Sønderjylland), da området tilhørte Danmark.
Vesterholm er første gang nævnt 1472. I de første år kaldes landsbyen bare for Holm, Holme, eller Holmen. Landsbyen grænser i øst umiddelbart til Østerholm i Sterup Sogn. Stednavnet forklares ved landsbyens beliggenhed mellem Kværn Å (Querner Au), Boddekule Å (Borderhuler Au) og Lipping Å (Lippingau). Med under Vesterholm regnes bl.a. Boddekule (første gang nævnt 1723, af navnet glda. Boddi), Smøl (ved grænsen til Kværn, første gang nævnt 1723) og Sterup Bro (første gang nævnt 1723, eng ved broen over Lipping Å).
Den hidtil selvstændige kommune Vesterholm fusionerede 1970 med Stenbjergkirke. Bebyggelser i omegnen er Skjold i nordvest, Vesterholmmark i nordøst, Østerholm i øst, Sterup i syd og Tingskov i sydvest.